# Kasumi (Dead or Alive)
Pour les articles homonymes, voir Kasumi.
Kasumi (かすみ), est un personnage de la série Dead or Alive, principal personnage depuis le premier épisode paru en 1996 sur Arcade,,. Elle est la protagoniste officielle dans les deux premiers jeux de la série et aussi dans Dead or Alive 5 et dans le film DOA: Dead or Alive où Kasumi est interprétée par l'actrice Devon Aoki.
Dans les épisodes canoniques, Kasumi est aussi connue sous le nom « le Kunoichi du destin », une adolescente princesse ninja qui a quitté son clan et est devenue une paria poursuivie par sa plus jeune demi-sœur Ayane. Kasumi est une Shinobi en fuite, c'est aussi la sœur de Hayate (Ein).
Kasumi apparaît aussi dans la série Ninja Gaiden.

## Apparitions
Kasumi est le principal personnage des deux premiers Dead or Alive, et personnage récurrent de la série.
Elle et son grand frère Hayate sont les héritiers respectés de leur clan, les Mugen Tenshin (霧幻天神流).
Dans l'histoire de la série, elle était destinée à devenir le 18e maître du clan ninja Mugen Tenshin lorsque Hayate tomba dans le coma après une attaque par un membre de leur famille, leur oncle Raidou. Dans une quête personnelle de vengeance, Kasumi, hautement qualifiée dans le style ninjutsu Tenjin Mon (天神門), a fui pour participer au tournoi Dead or Alive et vaincre Raidou, devenant hors-la-loi et une paria pour son clan. Kasumi tue Raidou et venge non seulement la mort supposée de Hayate, mais aussi le viol de sa mère, Ayame, et remporte le premier tournoi DOA.
Kasumi est enlevée après le tournoi par la DOATEC, une société internationale de recherche et de développement en armement qui utilise ses gènes pour créer un clone sous le nom de Kasumi Alpha, dans le but de développer des super-soldats. Kasumi l'emporte sur son clone et parvient à s'échapper, elle tente de retourner dans son village, mais elle se fait bannir pour avoir quitté et déshonoré leur clan. Jugée comme traîtresse, qui est passible de la peine de mort, elle est poursuivie et traquée par des assassins. Elle souhaite malgré tout revoir Hayate, le chef du clan et Ayane, sa demi-sœur. Elle participe alors au troisième tournoi pour les rencontrer une dernière fois.

## Doublages
Version japonaise
- Hōko Kuwashima - Dead or Alive 3, Dead or Alive 4, Dead or Alive Xtreme Beach Volleyball, Dead or Alive: Dimensions, Dead or Alive 5, Ninja Gaiden 3
- Sakura Tange - Dead or Alive, Dead or Alive 2

 Version anglaise
- Kari Wahlgren - Dead or Alive: Dimensions, Dead or Alive: Paradise
- Lauren Landa - Ninja Gaiden 3